# Isabelle d'Angleterre
Isabelle d'Angleterre, également appelée Élisabeth, née en 1214 à Gloucester et morte le 1er décembre 1241 à Foggia, est une princesse anglaise de la maison Plantagenêt. Elle fut reine de Sicile, reine de Germanie et impératrice du Saint-Empire de 1235 jusqu'à sa mort, par son mariage avec l'empereur Frédéric II.

## Biographie
Isabelle est la deuxième fille de Jean sans Terre, roi d'Angleterre et de sa seconde épouse Isabelle d'Angoulême. Elle a à peine deux ans lorsque mourut son père, encore en plein conflit de la première guerre des Barons. Dans le cadre des querelles autour de son héritage, sa mère quitta le pays l'année suivante et ne revint jamais. La jeune fille grandit à la cour d'Angleterre avec son frère le roi Henri III ; ils développèrent tous les deux une relation proche. Sa sœur aînée Jeanne épousa Alexandre II, roi d'Écosse, en 1221.
Déjà vers 1225, le roi Henri III a négocié le mariage de sa sœur Isabelle avec Henri II de Souabe, fils de l'empereur Frédéric II, son futur époux. Toutefois, cette union n'a pu avoir lieu, pas plus qu'une noce prévue avec le roi Louis IX de France.
Lors d'une rencontre amicale au jour de la Pentecôte 1234 à Rieti, le pape Grégoire IX suggère à Frédéric II du Saint-Empire de se marier avec la princesse Isabelle. Il espérait bénéficier du soutien financier du Saint-Empire et de l'Angleterre, nécessaire pour lancer une croisade en Terre Sainte. Du côté de l'empereur, le mariage présentait la possibilité d'autres descendants face aux profondes discordes avec son fils Henri. Dans un premier temps, Frédéric ne veut pas perdre son alliance avec la France ; mais, quand il réalise qu'un mariage anglais mettrait fin au soutien que l'Angleterre apporte à ses opposants de la maison Welf, il accepte.
En novembre 1234, une délégation impériale, emmenée par Pierre Des Vignes, se rend en Angleterre pour négocier le prix de la dot. Selon les chroniques de Roger de Wendover, Henri III était sommé de payer une somme considérable ; la belle princesse elle-même reçu les émissaires au palais de Westminster où la bague de fiançailles lui fut remise. Le contrat est définitivement scellé le 22 février 1235. Isabelle a environ 18 ans quand elle est promise en mariage à Frédéric, deux fois veuf, qui en a 40.
Après Pâques 1235, Isabelle part pour le Saint-Empire, accompagnée du duc Henri Ier de Brabant et de l'archevêque Henri de Cologne. Sa route l’amène via Rochester et Canterbury à Sandwich, l'un des Cinq-Ports de la côte méridionale de l'Angleterre, où elle prend congé de son frère. Le 15 mai elle gagne la côte de l’Empire à Anvers où elle est escortée par une grande suite jusqu'à Cologne où elle loge dans la maison du prévôt de la basilique Saint-Géréon. Sur la route, elle enchante les femmes locales quand elle retire le voile porté traditionnellement pour montrer son visage.
L'empereur Frédéric se met en route vers la Germanie où il devait encore réprimer l'insurrection de son fils Henri. Le couple se rencontra pour la première fois à Worms. Frédéric, charmé par la beauté de sa fiancée, épousa Isabelle le 15 juillet 1235 à la cathédrale Saint-Pierre. Cependant, après une brève lune de miel au palais de Haguenau, Isabelle ne peut conserver à ses côtés que deux de ses dames de compagnie anglaises ; les autres sont renvoyées en Angleterre.
Elle donne naissance à quatre enfants, mais seule Marguerite de Sicile (1237-1270), l'épouse du margrave Albert II de Misnie, lui survit.
À partir de 1239, Isabelle vit retirée à Noventa en Italie, selon Matthew Paris gardée par des eunuques sarrasins, où son mari vient régulièrement la visiter. Quand son frère, Richard, comte de Cornouailles, rentre de croisade, il vient lui rendre visite. Tandis que la cour impériale réside à Foggia, Isabelle donne naissance à son dernier enfant et meurt. Elle avait seulement 27 ans et, d'après Thomas Costain, Frédéric l'inhume derrière l'une de ses maîtresses sarrasines dans la cathédrale d'Andria.